# Histoire du Taron

L'Histoire du Taron (en arménien Patmutiun Tarono) est un texte historiographique qui remonterait au VIIe siècle, compilation de récits ayant pour cadre la région du Taron au centre de l'Arménie historique, domaine de la grande famille Mamikonian. L'auteur présumé est un évêque Hovhan (Jean) Mamikonian, non autrement connu, qui aurait entrepris cet ouvrage à la demande du catholicos Nersès III le Bâtisseur (dont le pontificat s'étend entre 641 et 661).
Le texte se divise en deux parties bien distinctes. La première est attribuée au moine syrien Zénob de Glak, disciple et secrétaire de Grégoire l'Illuminateur, premier évangélisateur de l'Arménie au début du IVe siècle. Celui-ci aurait fait de Zénob le premier abbé du monastère Saint-Karapet, dit aussi « monastère des Neuf Sources » ou « monastère de Glak » (Glakavank), qu'il avait fondé à l'emplacement du temple d'une ancienne idole. Hovhan Mamikonian, au VIIe siècle, aurait été le trente-cinquième successeur de Zénob. Celui-ci fait son récit sur l'ordre de saint Grégoire : deux évêques syriens, Victor et Anastase, rencontrent à Byzance des personnes venant du Taron qui leur parlent des exploits de Grégoire, ils écrivent à celui-ci pour lui demander un récit circonstancié des combats qu'il a menés avec ses compagnons, et Grégoire ordonne à Zénob de leur répondre. La plus grande part du texte se présente donc comme une série de deux lettres de Zénob à ses compatriotes Victor et Anastase. Ces lettres sont précédées d'un récit qui est surtout la mise bout-à-bout d'autres lettres plus courtes écrites ou reçues par saint Grégoire. Tous ces documents, visiblement (au moins) altérés postérieurement, se présentent dans l'ouvrage de Hovhan Mamikonian comme des traductions, puisqu'ils se rapportent à des événements antérieurs d'un siècle à l'époque de Mesrop Machtots, créateur de la littérature arménienne.
La seconde partie, qui serait donc l'œuvre propre de Hovhan Mamikonian, est une série de récits ayant également pour cadre le Taron, mais à une époque nettement plus tardive (fin du VIe , début du VIIe siècle). Il s'agit des hauts faits de cinq générations de Mamikonians pendant les guerres entre l'Empire byzantin et le royaume des Sassanides, essentiellement sous le règne du roi perse Khosro II (590-628). Ce texte est divisé en cinq sections ou cycles correspondant aux exploits successifs de Mouschel II Mamikonian, de son fils Vahan II, puis de Smbat Ier, de Vahan III, et de Tiran Ier. Ces princes sont présentés comme les champions de Sourp Karapet (saint Jean-Baptiste), dont une relique, donnée à Grégoire l'Illuminateur par l'évêque Léonce de Césarée, était le trésor du monastère de Glak. Le récit a un caractère épique marqué, avec des scènes de bataille, des duels, des dialogues dramatiques, des chants funèbres, etc. Nombre de commentateurs notent une complaisance dans la description d'actes de violence et de cruauté. L'inscription des événements rapportés dans le contexte historique général est d'ailleurs très réduite, et l'identification des personnages malaisée ou impossible. Littérairement, il s'agit d'un exemple unique de récit épique de l'Arménie médiévale, évoquant le Digénis Akritas des Byzantins. 
Tout l'ouvrage vise à célébrer l'héroïsme des princes de la famille Mamikonian et à établir la prééminence du monastère Saint-Karapet, qui lui était lié. La date et les circonstances réelles de l'élaboration de cette compilation sont très incertaines, et sa valeur historique très sujette à caution. L'attribution du texte, du moins sous la forme transmise, au VIIe siècle est d'autant plus douteuse qu'on repère des emprunts à Moïse de Khorène et à Ghévond. Les deux auteurs présumés (Zénob de Glak, Hovhan Mamikonian) peuvent être des fictions littéraires chronologiquement proches des deux époques évoquées.
La première édition imprimée a été réalisée par les mékhitaristes (Venise, 1823 ; réimpr. 1889).

## Édition
- Hovhan Mamikonian, Taroni Patmutiun (Histoire du Taron), Khorhrtayin Grogh, Erevan, 1989.
- John Mamikonean's History of Taron, traduction anglaise de Robert Bedrosian, New York, 1985.